# Cura pela fé
Cura pela fé, também chamada de cura espiritual, é o alegado uso de meios unicamente religiosos no tratamento de doenças, algumas vezes acompanhada da recusa de técnicas modernas de tratamento médico. A cura pela fé não é uma forma de medicina alternativa pois nestes casos a cura dá-se pela crença numa determinada religião ou entidade divina, ou ainda por auto-sugestão. A expressão é ocasionalmente usado em conexão com milagre
A cura pela fé está presente em movimentos religiosos cristãos, mas ocorre também em várias outras crenças religiosas.

## Cura pela fé cristã
No Cristianismo, a Bíblia registra várias curas entre os milagres de Jesus. Jesus também disse que os crentes têm o poder de curar os enfermos imposição de mãos.

### Catolicismo
No catolicismo, a cura pela fé é frequentemente atribuída à taumaturgia, na intercessão de santos por milagres.
Os fiéis cristãos de tendência carismáticos (incluindo a Renovação Carismática Católica) que acreditam em curas sobrenaturais geralmente não condenam a prática de retenção de tratamentos médicos nos casos em que psicólogos determinam que reter esse tipo de tratamento seria prejudicial à saúde do paciente.

### Cristianismo evangélico

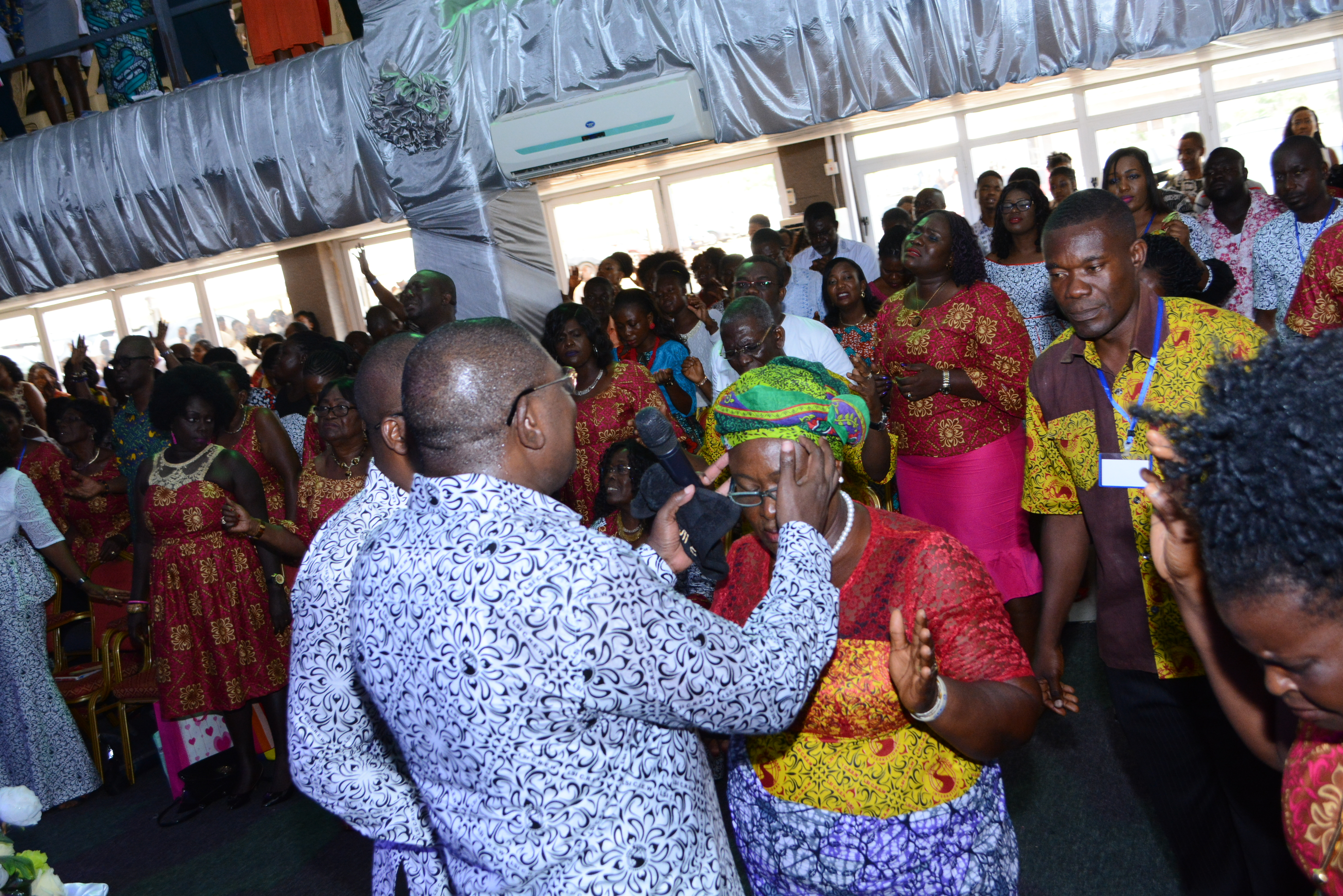
Imposição de mãos para a cura na Igreja Living Streams International Church, Accra, Gana, 2018.

Para a maioria dos cristãos evangélicos, a inerrância bíblica assegura que os milagres descritos na Bíblia ainda são relevantes e podem estar presentes na vida do crente. Curas, sucessos acadêmicos ou profissionais, o nascimento de uma criança após várias tentativas, o fim de um vício, etc., seriam exemplos tangíveis da intervenção de Deus - com a fé e oração - pelo Espírito Santo. Na década de 1980, o movimento neocarismático enfatizou novamente os milagres e a cura pela fé.  Em certas igrejas, um lugar especial é reservado para curas com imposição de mãos durante o serviço ou para campanhas evangelização. A cura pela fé ou cura divina é considerada uma herança de Jesus adquirida por sua morte e ressurreição.

## Evidências
Não há evidências científicas da eficácia da cura pela fé. Os seus praticantes apenas podem citar evidências anedóticas de casos onde ela foi bem sucedida, sem qualquer documentação adequada. Relatos de curas espirituais poderiam ainda significar melhora de sintomas ou doenças psicossomáticas, remissão espontânea de doenças ou ainda diagnóstico incorreto da doença prévia ou da cura posterior. Céticos ainda apontam que proponentes de "cura pela fé" ignoram o grande número de casos em que o paciente morre na tentativa de se curar somente pela fé ou os que se consideram erroneamente curados e abandonam os tratamentos adequados.
Não há nenhum estudo cientificamente adequado demonstrando que a cura pela fé religiosa, independente de qual for (cristã, xamânica, espírita, simpatias, etc.) tenha eficácia diferente da cura pela fé no tratamento inócuo (efeito placebo). Esses dados também são apoiados por estudos mostrando que orações intercessórias, quando de desconhecimento do doente, não mudam em nada o curso da doença.
Muitas pessoas recorrem à "cura pela fé" em caso de doenças incuráveis.

## Questões éticas em casos de recusa do tratamento convencional
"Cura pela fé" pode acarretar em sérios problemas éticos para profissionais de medicina quando os pais não aceitam ou recusam cuidados médicos tradicionais para os filhos. Em alguns países, pais discutem que as garantias constitucionais de liberdade religiosa incluem o direito de manter curas alternativas para exclusão de cuidados médicos.
Advogados de medicina convencional discutem estudos que mostram que "cura pela fé" é tão efetiva quanto placebo, fazendo com que essa prática seja antiética de se manter quando há risco de morte ou quando há tratamentos com eficácia superior ao placebo.
Em geral, os médicos são responsáveis pelo tratamento oferecido a um paciente sob os seus cuidados. Em consequência, se julgam que o tratamento médico é necessário para salvar a vida ou a saúde de um indivíduo, balanceando esse julgamento com questões legais e privadas, podem agir contrariamente aos desejos do paciente (se este não tiver em condições de uma decisão consciente) ou de seus pais.
No caso de crianças, considera-se legalmente que são de responsabilidade do Estado e estão sob a tutela dos pais até atingirem a maioridade, quando são consideradas legalmente aptas a fazer uma decisão consciente sobre as suas convicções religiosas. Enquanto isso, os pais não podem impor sua crença aos filhos se as mesmas levarem a risco de morte. Nessas situações, se houver denúncia para as autoridades competentes, a tutela da criança é transferida para o Estado até que o risco seja eliminado e depois é reavaliada.
Em 2000, na Inglaterra, uma ordem do governo permitiu que uma criança, contra muito protesto de seus pais, fosse tratada pelos médicos. O mesmo ocorre no Brasil, mas não tão raramente.[carece de fontes?]

## Controvérsias
No Pentecostalismo, desvios acompanharam o ensino de cura pela fé. Em algumas igrejas, foi observado o preço da oração contra promessas de cura.  Alguns pastores e evangelistas foram acusados de reivindicar falsas curas. As igrejas pentecostais que proíbem o uso de medicina têm causado mortes evitáveis, por vezes resultando na condenação de pais à prisão pela morte dos seus filhos.  Algumas igrejas, nos Estados Unidos ou Nigéria, aconselharam seus membros contra vacinação, dizendo que é para os fracos na fé e que com uma confissão positiva, eles estariam imunes. Esta posição não é representativa de todas as igrejas evangélicas, como indica o documento "A Cura Milagrosa", publicado em 2015 pelo Conselho Nacional dos Evangélicos da França, que menciona que medicina é um dos dons de Deus feitos aos seres humanos. Igrejas e certas organizações evangélicas humanitárias também estão envolvidas em programas de saúde médica. Muitas igrejas evangélicas também abrigaram centros de vacinação.